# Заброшенный дом (фильм)
«Заброшенный дом» (англ. The Abandoned) — фильм ужасов режиссёра Начо Серда 2006 года. Вопреки распространённому заблуждению, не является экранизацией одноимённого произведения Г. Ф. Лавкрафта.

## Сюжет
Главная героиня, американка русского происхождения по имени Мэри, приезжает в Россию, чтобы вступить во владение домом своих родителей. До этого она не знала о них ничего, кроме того, что они странным образом погибли вскоре после её рождения 40 лет назад.
Дом («хутор Кайдановских», как называют его местные жители) стоит на острове посреди реки, в глухом лесу. Жители соседнего села предостерегают Мэри от поездки на хутор, но водитель грузовика, странный неразговорчивый мужчина, которому поручено доставить женщину к дому, приказывает им замолчать.
Ночью Мэри приезжает на хутор. Водитель оставляет её одну в кабине грузовика посреди леса, говоря, что должен осмотреть дорогу, но не спешит вернуться. Напуганная женщина сама выбирается из машины и заходит в дом, где сталкивается с собственным двойником — страшным привидением, преследующим её. В ужасе Мэри выбегает из дома и обнаруживает, что грузовик уехал. Убегая от призрака, она падает в реку и едва не тонет.
Очнувшись, Мэри обнаруживает, что снова находится на хуторе, а рядом с ней сидит мужчина, представляющийся её братом Николаем. Выясняется, что он действительно родной брат Мэри, разлучённый с ней в младенчестве. Мэри и Николай вместе исследуют дом, но вскоре их обоих начинают преследовать их двойники-призраки. Попытки причинить вред двойникам приводят к тому, что сами люди получают ранения.
Постепенно выясняется, что всё происходящее — часть плана покойного отца Мэри и Николая, который сошёл с ума и решил убить всю свою семью. Теперь он хочет лишь одного — завершить начатое и собрать в заброшенном доме всех членов семьи, только уже в виде призраков…

## В ролях
| Актёр               | Роль                               |
| ------------------- | ---------------------------------- |
| Анастасия Хилл      | Мэри Джонс                         |
| Валентин Ганев      | Андрей Мишарин / Коля Кайдановский |
| Карел Роден         | Николай                            |
| Карлос Рейг         | Анатолий                           |
| Параскева Джукелова | мать Мэри                          |

## Релиз
Фильм был впервые выпущен в США в рамках After Dark Horrorfest в ноябре 2006 года. Показы в кинотеатрах прошли в феврале 2007 года.

## Критика
Агрегатор рецензий Rotten Tomatoes сообщает, что фильм получил положительные отзывы от 36% из 33 опрошенных критиков, а средняя оценка составила 4,5 из 10. Консенсус сайта гласит: «Заброшенные тратят так много времени на создание жуткой атмосферы, что забывают населить ее настоящими привидениями или ужасами».
Деннис Харви из Variety назвал фильм «кошмаром с минимальным сюжетом, но красивой атмосферой» и предсказал, что он будет популярен среди фанатов культовых фильмов, предпочитающих «художественный, сюрреалистический евро-ужас». Скотт Тобиас из The A.V. Club поставил фильму оценку «B» и сказал, что это «редкий фильм ужасов, который перемещается из реального мира в психическое пространство и медленно душит своих персонажей в их собственных головах». Эрин Мейстер из The Boston Globe назвала фильм «упражнением в пытке аудитории».